# Peter Paul Igesumal
Peter Paul Igesumal (ur. 6 marca 1982) – mikronezyjski piłkarz, grający na pozycji pomocnika.

## Kariera piłkarska

### Kariera klubowa
Występował w miejscowych klubach.

### Kariera reprezentacyjna
Bronił barw narodowej reprezentacji Mikronezji. Jest królem strzelców (11 goli) reprezentacji Mikronezji.